# 연대학

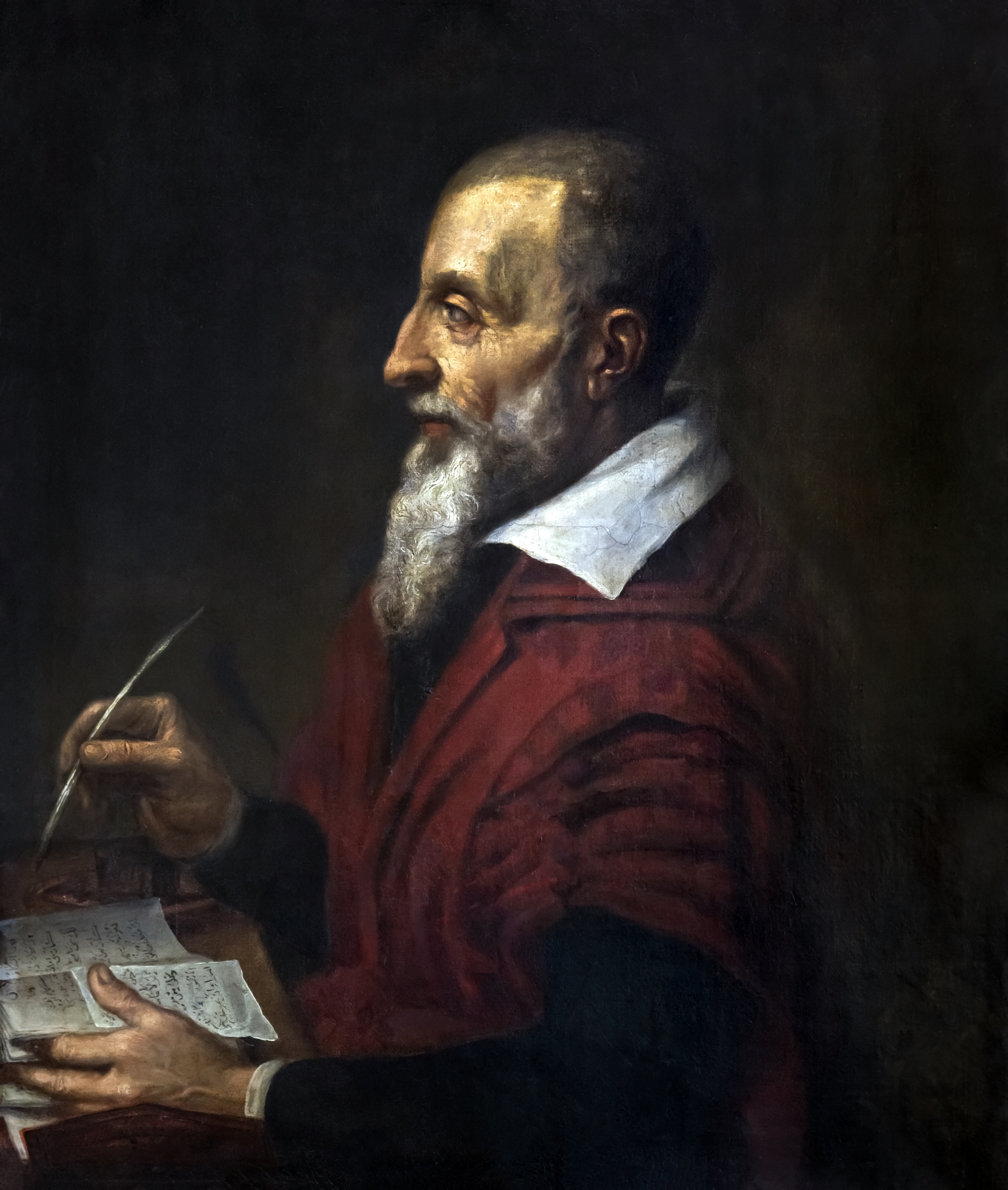
조세프 스칼리게르의 《시간의 개량에 관한 연구》 (De emendatione temporum, 1583년)는 현대 연대학을 시작하였다.

연대학(年代學, chronology, 문화어: 년대학)은 연표를 이용하여 시간 순서대로 일어난 사건을 배열하는 과학 학문을 가리킨다. 또, 천문학이나 역법 등을 이용하여 역사상의 사실에 대해 정확한 시간 또는 시간적 관계를 규명하는 학문을 가리킨다. “실제로 일어난 일시적인 일련의 과거 사건의 결정”을 가리키는 용어이기도 하다. 특정한 시점을 기원(紀元)으로 삼아 해를 세며 사건을 서술하기 때문에 기년학(紀年學)이라고도 부른다. 이때 기원으로부터 계산한 햇수가 기년(紀年)이다. 편년(編年)은 연대순으로 역사를 편찬하는 일을 가리키며, 이를 통해 만들어진 기록을 연대기라고 부른다.
한자문화권에서는 연대기를 기년체(紀年體), 편년체(編年體) 등으로 부르며, 연도보다는 역사적 인물의 전기를 중심으로 서술하는 역사 편찬 방식은 기전체(紀傳體)라고 부른다.

## 같이 보기
- 연대기
- 역사기록학
- 기전체 / 편년체 (기년체)